# باني در
باني در (بالفارسية: بانی‌در) هي قرية تقع في قسم بام الريفي (مقاطعة إسفراين) في إيران. يقدر عدد سكانها بـ 158 نسمة بحسب إحصاء 2016.